# Matei 27:53
Matei 27:53 este versetul 57 al capitolului 27 al Evangheliei după Matei din Noul Testament. Acest verset descrie unele dintre evenimentele care au avut loc la moartea lui Isus. Versetul anterior menționa că mormintele s-au deschis și sfinții din interior au înviat. În acest verset se spune că sfinții au coborât în Orașul Sfânt.

## Conținut
Textul originalul în greaca koine este, potrivit Westcott și Hort, următorul:
και εξελθοντες εκ των μνημειων μετα την εγερσιν αυτου
εισηλθον εις την αγιαν πολιν και ενεφανισθησαν πολλοις
În versiunea ortodoxă a Bibliei versetul este tradus astfel:
Și ieșind din morminte, după învierea Lui,
au intrat în cetatea sfântă și s-au arătat multora.
Biblia Cornilescu traduce astfel acest pasaj:
Ei au ieșit din morminte, după învierea Lui,
au intrat în sfânta cetate și s-au arătat multora.

## Analiză
Aceste versete descriu învierea „multor” sfinți și apariția lor în orașul sfânt în care sunt văzuți de „mulți”. Preocuparea timp de câteva secole a cercetătorilor biblici în legătură cu această poveste este să descopere de ce aceste evenimente importante nu sunt menționate nicăieri altundeva. Nu numai că nu sunt remarcate de nicio sursă necreștină contemporană, dar niciunul dintre ceilalți evangheliști nu menționează acest lucru. Autorul Evangheliei după Matei nu oferă nici el alte detalii cu privire la acest eveniment. Nu este descrisă nicio reacție față de aceste evenimente și nici nu se menționează ce s-a întâmplat cu sfinții după apariția lor în cetate. Nolland speculează ce s-a întâmplat ulterior cu sfinții înviați. El consideră că este puțin probabil ca ei să se fi întors pur și simplu în mormânt după o scurtă perioadă de timp petrecută printre cei vii, dar nici nu crede că este probabil ca sfinții să-și fi reluat viața obișnuită pe Pământ. Astfel, Nolland presupune că Matei își imaginează probabil că sfinții au fost transportați direct în cer după o scurtă perioadă de timp pe Pământ, într-un mod similar cu urcarea la cer a proorocului Ilie.
Textul nu menționează, de asemenea, de ce există o întârziere de două zile între deschiderea mormintelor la moartea lui Isus și apariția sfinților în oraș abia după învierea lui Isus. Dacă aceste evenimente se întâmplă doar în două zile, de ce sunt menționate aici și nu împreună cu evenimentele miraculoase ale învierii relatate în versetul Matei 28:2? Unele manuscrise ulterioare au înlocuit expresia „după învierea Lui” cu „după învierea lor”, reordonând cronologia evenimentelor. Schweizer speculează că acest verset conține o corecție străveche a manuscrisului original al lui Matei. Din punct de vedere teologic Isus trebuia să fie prima persoană înviată, așa că Schweizer crede că modul de redactare al acestui verset a fost schimbat pentru a-i asigura pe cititori că sfinții au înviat doar după Învierea lui Isus.
Majoritatea cercetătorilor biblici moderni consideră însă că aceste evenimente nu au un caracter istoric. Bultmann se referă la ele ca „pure motive romanești”. Hagnar susține că aceste evenimente au un sens mai degrabă teologic decât istoric. Brown comentează că forța acestei părți a narațiunii o constituie „atmosfera și nu detaliile”. Au existat încercări de a realiza legături între acest verset și alte surse. Unii cercetători au afirmat că „cetatea sfântă” menționată de Matei nu se referă la Ierusalim, ci mai degrabă la cer. Sfinții au apărut astfel doar în ceruri, fiind explicat astfel de ce nicio altă sursă nu menționează acest eveniment. Majoritatea cercetătorilor biblici resping această explicație, deoarece expresia „cetatea sfântă” s-a referit la Ierusalim de-a lungul Evangheliei lui Matei (precum în versetul Matei 4:5). Această teorie nu explică, de asemenea, ce vrea să spună Matei atunci când afirmă că ei au fost „văzuți de mulți”.